# Goliathus goliatus
Goliathus goliathus – gatunek chrząszcza z rodziny poświętnikowatych, z podrodziny kruszczycowatych.

## Występowanie
Występuje w środkowej, równikowej części Afryki. Głównie w Kongo, Demokratycznej Republice Konga, Republice Środkowoafrykańskiej oraz w Tanzanii.

## Opis gatunku
Goliathus goliathus jest jednym z największych chrząszczy na Ziemi, może osiągnąć nawet do 12 centymetrów (samiec) i 9,5 centymetra (samice). 
Żywi się głównie sokami drzewnymi oraz owocami. Przedplecze jest głównie czarne, z białawymi podłużnymi paskami podczas gdy pokrywy są głównie brązowe. Gatunek ten ma dużą, błoniastą wtórną parę skrzydeł służących do latania. Głowa jest biaława, z czarnym rogiem u w kształcie litery Y u samców, u samicy róg nie występuje.
Dorosłe chrząszcze ważą około 50 gramów, a larwy ważą dwa razy tyle, co dorosłe chrząszcze.
Larwa rozwijają się zazwyczaj kilka (5-8) miesięcy. Przeobrażenie zajmuje około 10 tygodni.

## Zdjęcia

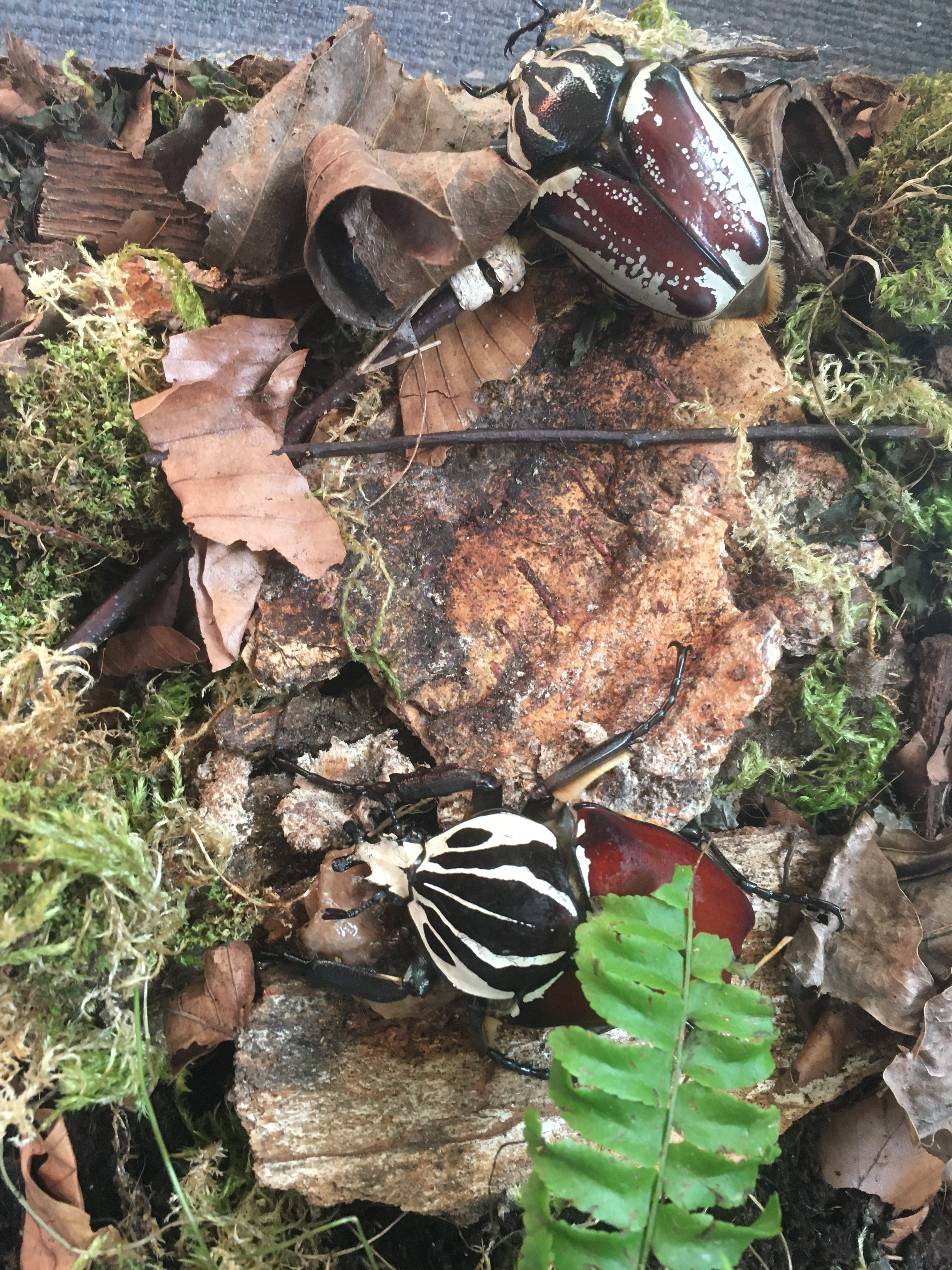
Para chrząszczy w terrarium
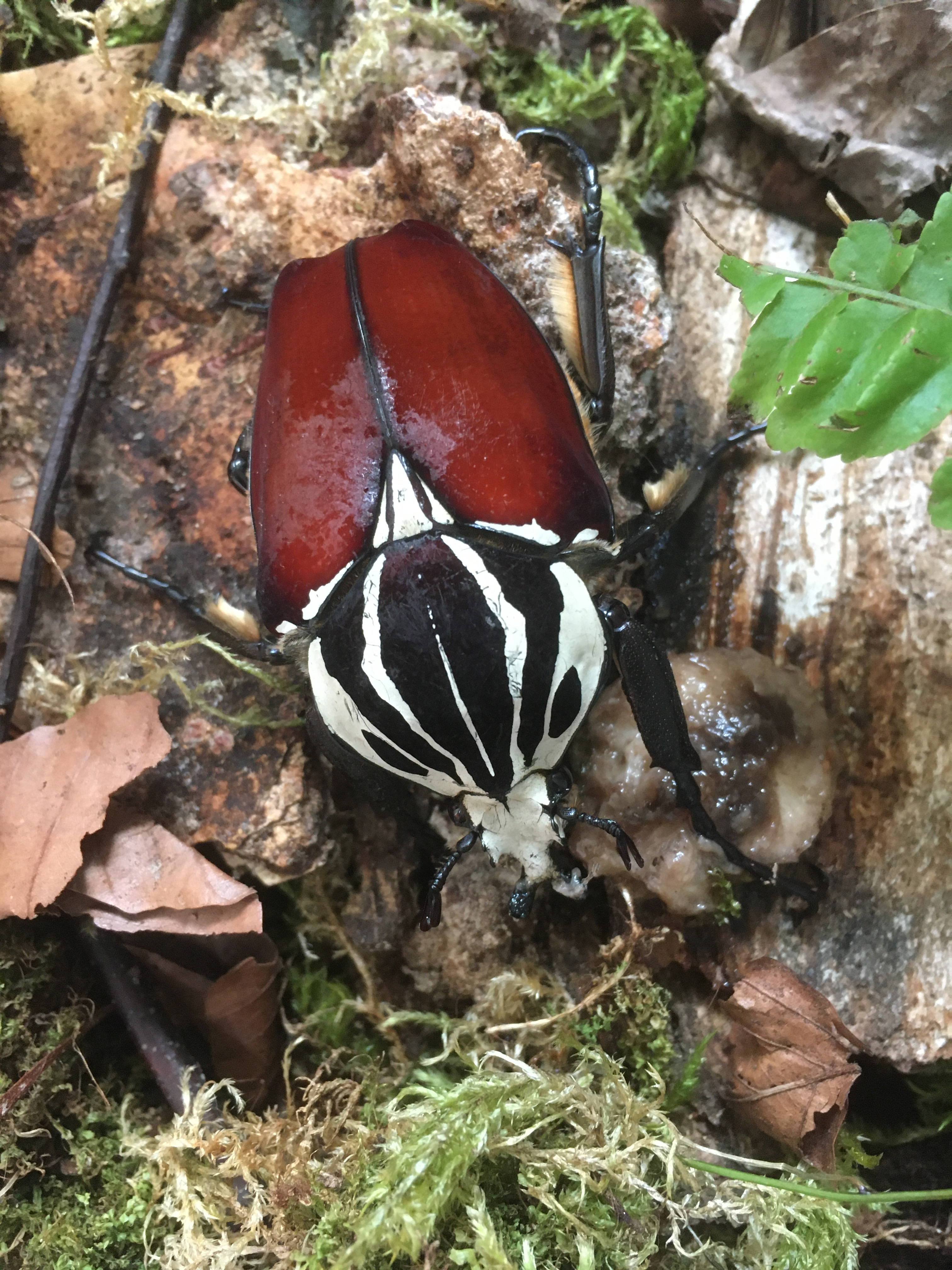
Samiec
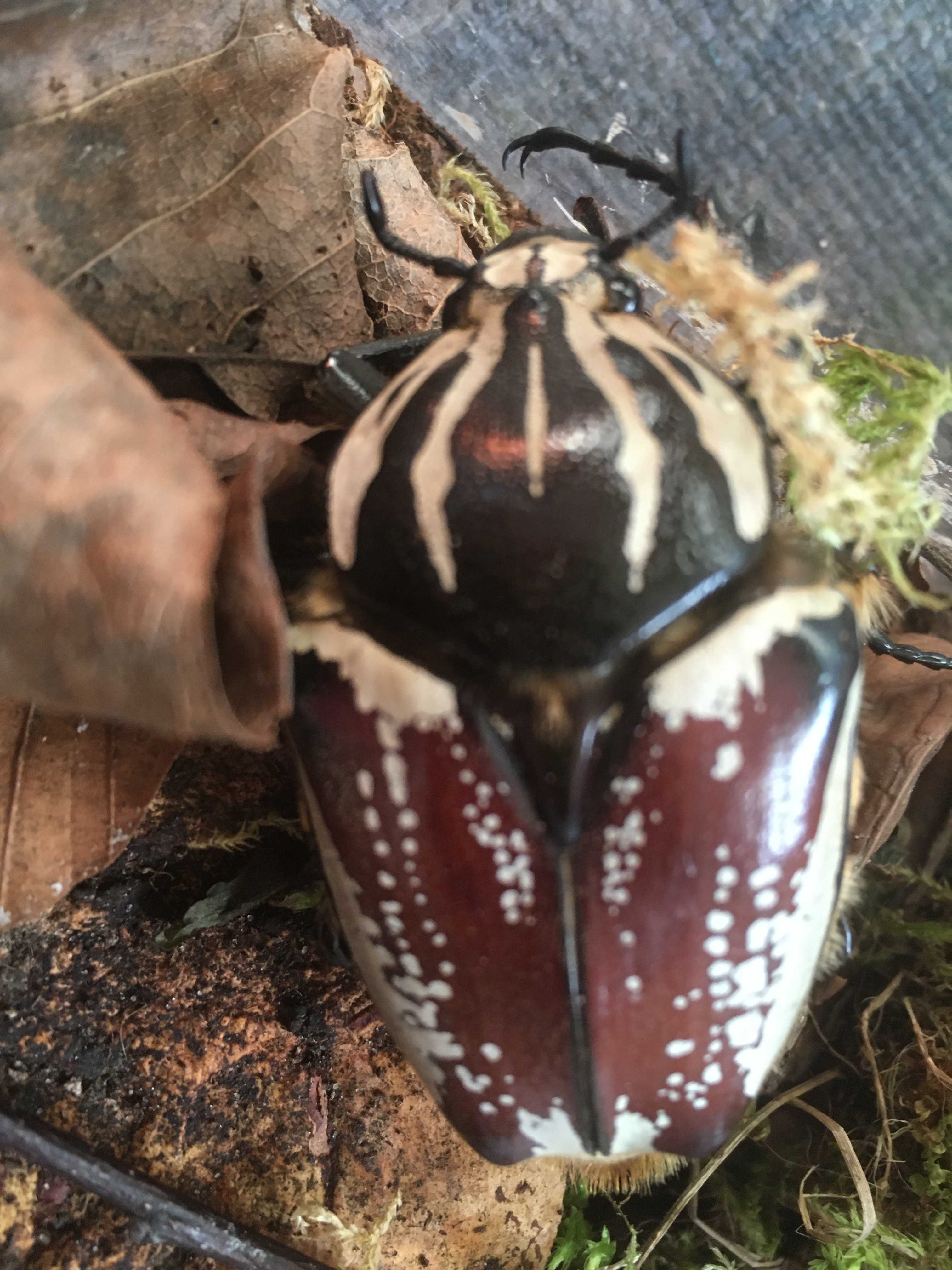
Samica
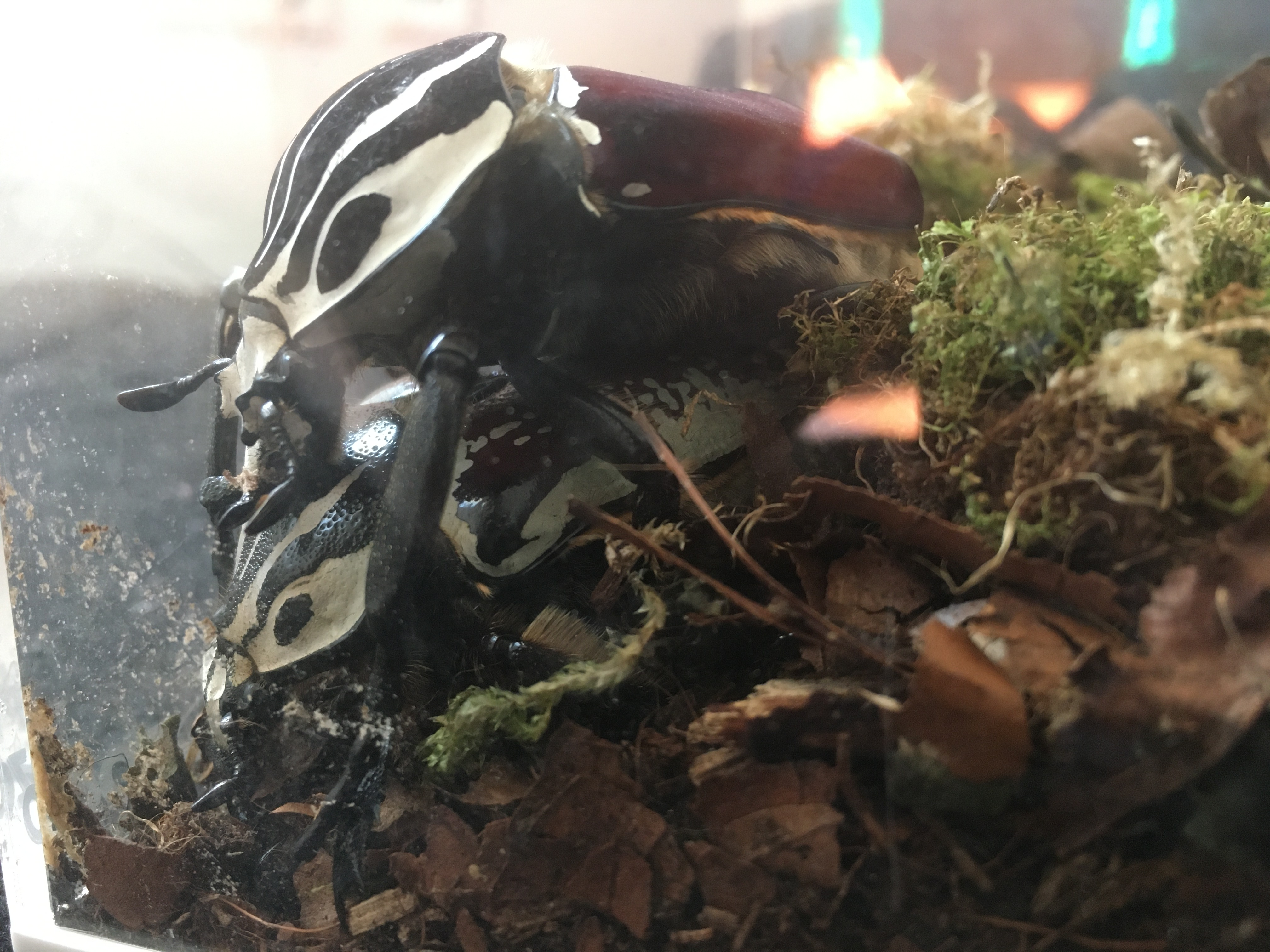
Kopulacja